# Олом-Кюйоле
Олом-Кюйоле (рос. Олом-Кюёле) — селище Амгинського улусу, Республіки Саха Росії. Входить до складу Еміського наслегу.
Населення — 13 осіб (2015 рік).